# Victor Maistriau
Victor Eugène Ange Jules Maistriau (Maurage, 5 oktober 1870 - Bergen, 21 januari 1961) was een Belgisch liberaal volksvertegenwoordiger en minister.

## Levensloop
Maistriau, zoon van de burgemeester van Maurage, promoveerde tot doctor in de rechten en tot kandidaat in het notariaat aan de Rijksuniversiteit Gent.
In 1897 vestigde hij zich als advocaat aan de Balie van Bergen. Tijdens de Eerste Wereldoorlog verdedigde hij bij herhaling van spionage beschuldigde landgenoten voor Duitse rechtbanken en dat leverde hem zelf verschillende hechtenissen op.
In 1904 werd hij verkozen tot gemeenteraadslid van Bergen en werd er in 1912 schepen van onderwijs en in 1926 burgemeester, wat hij bleef tot in 1953. Tijdens de Tweede Wereldoorlog leefde hij ondergedoken. Van 1908 tot 1927 was hij ook provincieraadslid.
In 1933 werd hij verkozen tot liberaal volksvertegenwoordiger voor het arrondissement Bergen en vervulde dit mandaat tot in 1946. Hij trad voor twee korte periodes toe tot regeringen. Van juni tot november 1934 was hij minister van Onderwijs in de regering Charles de Broqueville en van juli tot oktober 1937 was hij minister van Justitie in een regering Paul van Zeeland.
Op 3 september 1945 werd hij benoemd tot minister van Staat.
In Bergen is er een Avenue Maistriau die aan hem herinnert.